# 夏休みSP 対決ビンゴ旅
『夏休みSP 対決ビンゴ旅』（なつやすみすぺしゃる たいけつびんごたび）は、2006年7月5日から同年8月16日まで、TBS系で放送されていた毎日放送テレビ（MBSテレビ）制作（共同テレビが制作協力）の旅番組である。放送時間は、毎週水曜19:24 - 19:54(JST)。
正式なタイトルは『夏休みSP ○○で対決ビンゴ旅』であり、『○○』の部分にはその週の旅先の地名が入る（例：『夏休みSP 伊豆で対決ビンゴ旅』）。

## 概要
有名人のチーム2組が、与えられたビンゴカードの項目（その週の旅先の名物やグルメなどが記入されている）に書かれた目的地を巡ることで項目を埋めてゆき、どちらが先にビンゴを完成させるかを競う。
なお、旅をする出演者は毎回異なる。

## 旅先
1. 2006年7月5日 - 伊豆
2. 2006年7月12日 - 箱根
3. 2006年7月19日 - 浅草
4. 2006年7月26日 - 山形
5. 2006年8月16日 - 京都

| 毎日放送テレビ（MBSテレビ）制作・TBS系列 水曜19時台後半枠 | 毎日放送テレビ（MBSテレビ）制作・TBS系列 水曜19時台後半枠 | 毎日放送テレビ（MBSテレビ）制作・TBS系列 水曜19時台後半枠 |
| 前番組                                                    | 番組名                                                    | 次番組                                                    |
| --------------------------------------------------------- | --------------------------------------------------------- | --------------------------------------------------------- |
| あなた説明できますか?                                     | 夏休みSP 対決ビンゴ旅                                     | 答えて!メロス                                             |